# Menjamel maquillat
El menjamel maquillat (Melidectes torquatus) és un ocell de la família dels melifàgids (Meliphagidae).

## Hàbitat i distribució
Viu a la vegetació secundària, ciutats i sabanes de Nova Guinea, des de la Península de Doberai fins a la Península Huon i els districtes sud-orientals de Nova Guinea.